# Tündék
A tündék (Elsőszülöttek, Quendek) egy faj J. R. R. Tolkien regényeinek világában. Eredetük az Ainulindale idejéről származik, mikor Ilúvatar, az Egyetlen megteremtette az Ainukat, akik eldalolták az Ainuk Muzsikáját.

## A tündék ébredése
Az Elsőszülöttek, Ilúvatar Idősebb Gyermekei, akiket Eru az Ainulindalë harmadik szólamában teremtett. Középfölde legősibb és legnemesebb népe. Önmagukat quendeknek nevezték, "szóval szólóknak", mivel ők voltak az első beszédre képes faj Középföldén.
Önnön eredetmítoszuk szerint Cuiviénen öblében ébredtek fel Yavanna Álmának csillagfényében. Itt pillantotta meg őket Oromë, akitől a tündék eleinte féltek, főleg, mert Melkor félelmet ültetett a szívükbe. Melkor egyes tündéket elragadott, megnyomorította őket, így születtek az orkok. Időközben a Valák legyőzték Melkort és saját otthonukba, Valinorba hívták a tündéket. Ekkor történt a tündék népének első nagy szakadása.
A tündék lélegzetelállítóan szép alkotásokat hoztak és hoznak létre; legendás a képzőművészetük – ők alkották a Hatalom Gyűrűit, akárcsak a csodás fegyvereket, a zenét, a nyelveket, a regéket. Halhatatlanok és kortalanok.

## Csoportjaik

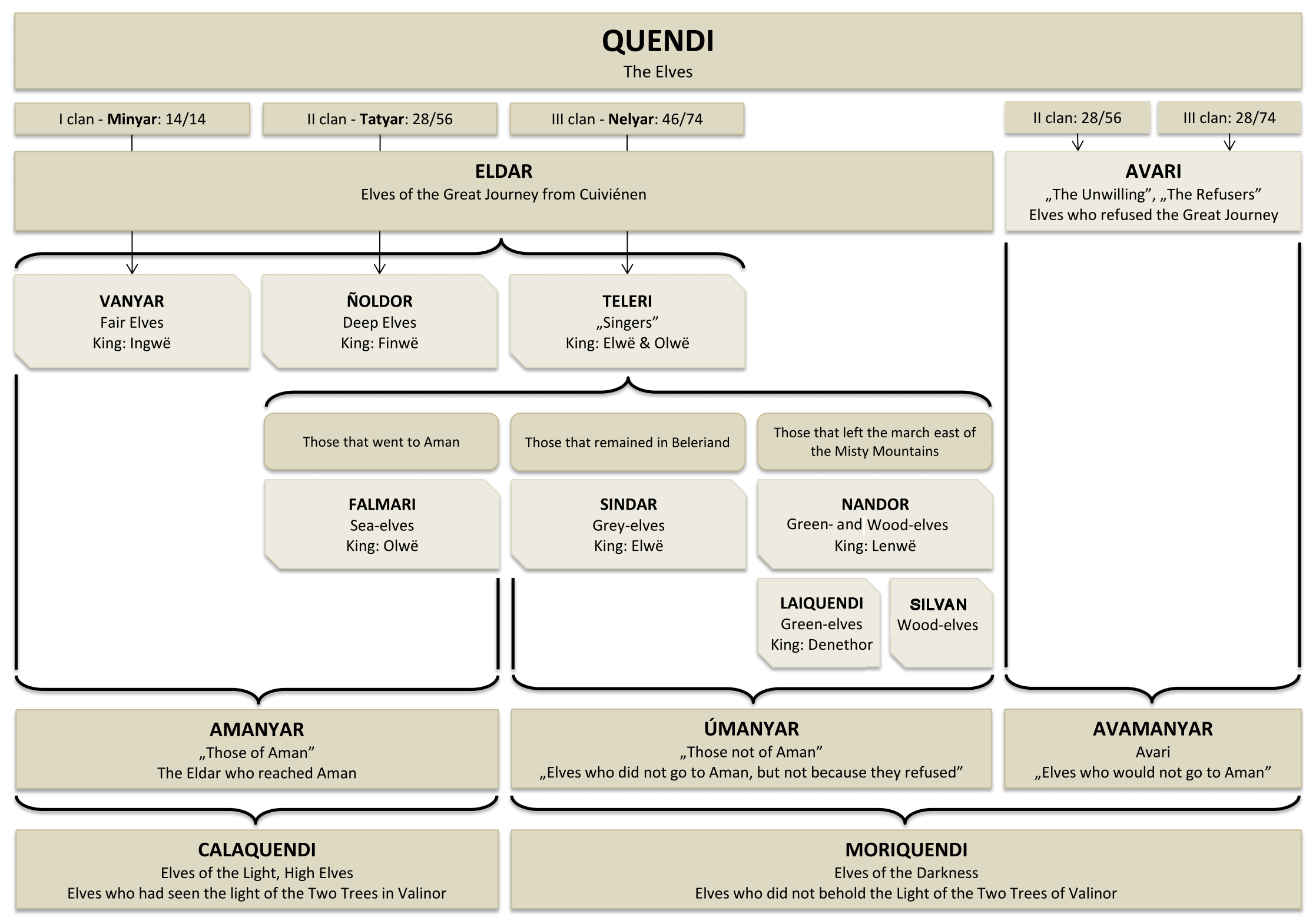
A tündék csoportjai a Noldák Futása után

- Quendek – Quenya nyelven a szó jelentése: „tündék” (szó szerint: „beszélők”). Magába foglalja, az összes létező tündét.
  - Calaquendek – Quenya nyelven a szó jelentése: „fény-tündék”. Azok az eldák tartoznak ebbe a csoportba, akik nemcsak, hogy elindultak a Nagy Útra, hanem célba is értek.
    - Vanyák – Quenya nyelven a szó jelentése: „szépek”. A menetben a legelöl haladó nép. Ingwë vezetésével vágtak neki a Nagy Utazásnak, így ők értek először Belegaer partjára. Valimar városában élnek.
    - Noldák – Quenya nyelven a szó jelentése: „tanulékonyak”. Az eldák Három Házának egyike. A Nagy Utazás során Finwë vezetésével haladtak. Ügyes mesterek voltak. Tirion városában élnek.
    - Telerek – Quenya nyelven a szó jelentése: „utolsók”. Az eldák Három Háza közül a harmadik, a legnépesebb. A Nagy Utazás során lemaradtak, és vonakodtak elhagyni Középföldét. Elwë, később Olwë vezette őket. Alqualondë városában élnek.

  - Moriquendek – Sötét-tündék, mert ők nem látták a valinori fák fényeit.
    - Umanyák – A telerek Középföldén maradt ága
      - Sindák – Quenya nyelven a szó jelentése: „szürkék”. A noldák nevezték így azokat a telereket, akik Beleriandban éltek és nem fejezték be a Nagy Utazást.
      - Nandák – Quenya nyelven a szó jelentése: „akik visszafordultak”. A telerek egy csoportja, akik Lenwë vezetésével visszafordultak a Ködhegységtől.
      - Laiquendek – Quenya nyelven a szó jelentése: „zöld tündék”. Telerek, az utolsó nandák, akik Ossirandban maradtak.

    - Avárok – Quenya nyelven a szó jelentése: „vonakodók”. Azok a Quendek, akik nem vágtak neki a Nagy Utazásnak.

## Tolkien történeteiben szereplő tündék

### Az Első Kor neves alakjai
- Finwë: Nolda tünde, azon követek egyike, akiket Oromë Amanba küldött. Később a Nagy Utazásra vállalkozó noldák vezetője. Két felesége volt. Az elsőtől, Mírieltől egy fia született, Fëanor, a másodiktól, Indistől kettő: Fingolfin és Finarfin. Valinor fénykora idején Tirion királya volt.
- Fëanor: Nolda herceg, Finwë és Míriel egyetlen gyermeke. A noldák leghatalmasabbika és több tekintetben a legjelentősebb Ilúvatar Gyermekei közül. Eldamarban feleségül vette Nerdanelt, aki hét fiút szült neki. Apósa Mahtan, és Aulë segítségével megszerkesztette a tengwák rendszerét, és mesterien elsajátította az ékkövek és kristályok megmunkálásának módját. Ő készítette a szilmarilokat, és talán a palantírokat is.
- Ingwë: Elda a vanyák közül. Azon követek egyike, akiket Oromë Valinorba hívott, hogy a Nagy Utazás megtételére buzdítsa az eldákat. A vanyák királya lett, nyugatra vezette népét. Amanban először Tirionban, később Manwë közelében élt. A tündék Nagykirályának nevezték. Sosem tért vissza Középföldére.
- Elwë: Tünde, teler, az egyik legnagyobb tündeúr. Cuiviénenben ébredt fel, azon nagykövetek egyike volt, akiket Oromë Valinorba küldött, hogy lássák szépségét. Visszatért népéhez, és meggyőzte őket, vállalják a Nagy Utazást. Fivérével, Olwëvel együtt ő vezette a telereket. Ám miután a telerek Ossiriandba értek, Elwë találkozott Meliannal, a maiával. Szerelmes lett, évekre transzba esett. A telerek eközben követték Olwët a tengeren túlra.
- Olwë: Elda, teler. Elwë fivére, a Nagy Utazás résztvevőinek egyik vezetője. Miután Elwë eltűnt Beleriandból, Olwë a Sirion torkolatvidékén összegyűjtötte a telereket. Királyként Tol Eressëába és Alqualondëba vezette őket. A noldák lázadásakor nem adta át hajóit Fëanornak. Leányát Eärwennek hívták.
- Fingolfin: Nolda herceg, Finwë második fia, az anyja Indis volt. Gyermekei: Fingon, Turgon és Aredhel. Hithlumban telepedett meg, felkészült a hosszú háborúra. Fëanor halála után ő lett a noldák Nagykirálya. Amikor már 450 éve élt középföldén Morgoth a világ fekete ellensége újból támadást indított a noldák ellen. Morgoth az éjszaka közepén hirtelen lánggal borította be az erőssége -Thangorodrim (egykoron Angband)- előtt elterülő hatalmas mezőt. Rengeteg ott őrködő tünde és ember halt meg álmában vagy éppen az ellent kémlelve. Így kezdődött meg Dagor Bragollach a Váratlan láng csatája. Ekkor Fingolfin egymaga lovagolt Angband kapujához és megdöngette azt és hívta Morgothot. És Morgothnak jönnie kellett pedig nem akaródzott neki, de a kapitányai is hallották (rengtek a falak, ahogyan döngött a kapu) és nem akart megszégyenülni előttük.

Morgoth hétszer csapott le és a király hétszer ugrott félre és mindig megsebezte Morgothot. Morgoth hétszer kiáltott fel de olyan rettenetesen hogy az angbandi seregek mindig arcra borultak. de elfáradt a király és az ellenség lecsapott míg végül a földre sújtotta a noldák nagykirályát. Ekkor az orkoknak akarta vetni, de lecsapott Thorondor (minden madarak királya) és belemart Morgoth arcába azután felkapa az elesettet és egy hegytetőre vitte ahol később Turgon, Fingolfin fia és gondolin királya, kőhalmot emelt a teste fölé. Ezután ott mindig dúsan nőtt a fű és ork be nem tette oda a lábát Gondolin bukásáig.
- Finarfin: Nolda herceg, Finwë harmadik fia, anyja Indis volt. A teler Eärwennel kötött házasságot, öt gyermeke született. A Testvérmészárlást követően Tirionba ment, ahol megbocsátottak neki és lett a Halhatatlanföldön maradt noldák királya.
- Finrod: Nolda tünde, Finarfin legidősebb fia. Ulmo tanácsára létrehozta a narogi barlangokat, és megkezdte Nargothrond építését, aminek később királya lett.
- Maedhros: Fëanor elsőszülött fia, Himring ura.
- Fingon: Fingolfin elsőszülött fia, apja halála után ő lett a noldák nagykirálya.
- Lúthien: Elda hercegnő, Thingol és Melian leánya, Ilúvatar leggyönyörűbb gyermeke.
- Elwing: Doriath hercegnője. Feleségül ment Eärendilhez, két fiút szült neki: Elrondot és Elrost. Ő volt az első, aki fél-tündeként dönthetett, melyik fajhoz kíván tartozni. Az Elsőszülötteket választotta.

### Tündék a másodkorban
- Amroth Lórien királya, erdőtünde. Tolkien történeteiben két ellentmondásos leírás maradt meg róla:

Amroth Galadriel és Celeborn fia volt, és szerelmes lett az erdőtünde Nimrodelbe. Nimrodellel együtt akart eljutni Valinorba, de Nimrodel útközben eltévedt, és Amroth nélküle indult el. Amroth vízbe fúlt Dol Amroth partjai előtt.
Amroth Lórien erdőtünde királyának volt a fia, aki elment Nimrodellel, így Galadriel és Celeborn vették át az ország vezetését.

### Tündék a Gyűrűháború idején
- Elrond: Völgyzugoly ura (féltünde), övé lett a Három Gyűrű közül az első, a Vilja, a levegő gyűrűje. (Miután Gil-Galad átadta neki).
- Celebrían: Elda úrnő, Celeborn és Galadriel lánya. Feleségül ment Elrondhoz, három gyermeket szült neki.
- Arwen: Elrond lánya, Aragorn szerelme, később felesége, és Gondor királynéja.
- Elladan és Elrohir: Elrond fiai
- Thranduil: Bakacsinerdő királya
- Legolas: A bakacsinerdei erdőtündék királyának, Thranduilnak fia, a Gyűrű Szövetségének tagja
- Galadriel: Nolda tünde, Finarfin egyetlen lánya. Testvéreivel kelt át a Helcaraxën. Lothlórien uralkodónője, övé a Három Gyűrű közül a második, a Nenya, a víz gyűrűje. A szépséges Galadriel állítólag az egyik leggyönyörűbb teremtés, aki valaha is Középföldére tette a lábát.
- Celeborn: Galadriel férje, Doriath egykori hercege.
- Haldír: lothlórieni harcos, vezér. Ő vezeti a tündék seregét a Hornburg-i (Kürtvári) csatában.
- Círdan: hajóács, Szürkerévben köt ki a hajója, övé volt a Három Gyűrű közül a Narya, a tűz gyűrűje. (Mielőtt átadta volna Gandalfnak). Azon telerek egyike, akik nem keltek át a Tengeren Amanba. Finwë házának majdnem teljes kihalása után ő vette gondjaiba Gil-galadot, a noldák utolsó Nagykirályát.
- Glorfindel: tekintélyes tünde úr, Gondolinban élt, a város bukásakor megküzdött egy balroggal, mindketten meghaltak, ám ő azon kevesek egyike volt Ilúvatar Gyermekei közül, aki valaha visszatérhetett Mandos csarnokaiból. A Harmadkorban Elronddal élt Völgyzugolyban. A Carn Dûm-i csatában ő harcol Wulfrun ellen.

A Gyűrűk Urában több fajta tünde létezik, azaz több helyen szálltak meg. A tündék a kor nagy háborúja előtt nem hódoltak be a sötét Sauronnak, mert ők nem csábultak el a három gyűrűtől, melyet nekik adtak. Pontosan négy helyről tudunk, ahol megszálltak a tündék.
Völgyzugoly: ennek ura Elrond, aki bölcs és híres harcos, ő is ott volt a Végzet-hegyénél történő csatánál, és ő kísérte el Isildurt a Végzet-hegyének lángoló lávájához. Sajnos az emberek szíve könnyen lágyul és az Egy Gyűrű megmaradt. A völgyzugolyi tündék már nem nagyon csatáznak, inkább bölcs tanácsaikat kérni mennek oda más népek. Egyébként itt tanácskoznak a Gyűrű sorsáról, A Gyűrűk Ura: A Gyűrű Szövetségében. Valamint itt gyógyítják meg a korábban megsebesült Frodót.
Lórien: Itt a fák úrnőjének (Galadriel) birodalma van. Frodó majdnem nekiadja a Gyűrűt, de szerencsére nem enged a csábításnak és nem veszi el tőle. Valamint itt él Haldir, aki erős hadvezére a lórieni seregnek, ő az, aki meglepi a Gyűrű Szövetségét mikor kimenekülnek Móriából. Ő és a serege segít a Helm-szurdoki csatánál és itt lehet látni, hogy jól bánik a karddal és az íjjal is. Sajnos, ő itt a seregével együtt életét veszti. (Ám ez csak a filmben van így, a könyvben még csak nem is segítenek.) A Gyűrű Szövetsége Lórienben száll meg éjszakára és innen indulnak tovább.
Bakacsinerdei tündék: róluk nem sokat tudni, csak annyit hogy Legolas apja (Thranduil) a király, tehát Legolas a hercege. Ő a Gyűrű Szövetségének egyik tagja, remek íjász és a karddal is jól bánik.
Mithlondi tündék: ők a kikötő őrzői, sajnos többet nem tudunk.

## Tündetörténetek

### Thingol és Melian története
Elwë Singollo teler uralkodó volt. A valák őt választották ki a telerek házának képviseletére Valinorban, így ő volt az egyetlen a Középföldén maradt moriquendek közül, aki látta a Fák fényét. A Nagy Utazás vége felé, mikor Region erdejébe ért, találkozott Meliannal, a maiával, és szerelemre lobbantak egymás iránt. Elwë így nem tért vissza népéhez, saját népet alapított, a sindák népét, nevét pedig Elu Thingolra, Szürkeköpenyes Királyra változtatta. Melian nagy hatalommal ruházta föl, s ő lett Doriath királya.
A noldák érkezését nem nézte jó szemmel, a nemestündéket mindig is kívülállónak, "behatolónak" tekintette. A nolda hercegek közül csak Finarfin gyermekeit bocsátotta be birodalmába, mivel ők a vérei voltak (Finarfin felesége teler volt). A Homály sűrűsödésével Melian megbűvölte birodalmának erdőit, Melian övébe később semmilyen gonosz teremtmény (de szövetséges se igen) sem tehette be a lábát. Az edainok közül elsőként Beren merészkedett Doriathba és bebocsátást is kapott, mert Melian előre látta, hogy sorsa nagyobb dolgokhoz van kötve, mint egy király akarata.
Doriath alkonya az egyik szilmaril megszerzése után jött el. Thingol gőgössé vált, eszében csak a gyönyörű ékszer járt. Húrin, az ember később elhozta neki a Nauglamírt Nargothrond romjai közül. Ezt az ékszert még a törpök készítették személyesen Finrod Felagundnak. Thingol elhatározta, hogy megkéri a törpöket arra, hogy a szilmarilt kovácsolják bele a híres ékszerbe. Ám a törpök is megirigyelték a szilmarilt, így Menegroth föld alatti műhelyeiben meggyilkolták Thingolt. Melian bánata oly hatalmas volt, hogy feloldotta Doriath védelmét, kitéve ezzel birodalmát minden veszélynek. Malian maga pedig eltávozott középföldéről, magával vitte szerelmének minden emlékét, hogy Lórien ligeteiben elevenítse fel őket.
Thingol utódja Dior Eluchíl lett, Beren és Lúthien fia. Doriath gyengüléséről Fëanor még élő fiai is értesültek, így a szilmarilt megszerzendő újabb testvérmészárlást követett el tünde tünde ellen. Ezzel ért véget a dicsőséges Doriath története.

### Beren és Lúthien története
Lásd: Lúthien Tinúviel

### Aragorn és Arwen története
Lásd továbbá: Aragorn
Történt egyszer, hogy a dúnadánok ifjú vezére, akit Elrond házában Estelnek (azaz reménynek) hívtak, a fák között megpillantotta számára Arda leggyönyörűbb teremtését. Ámulatában Lúthiennek nevezte, utalva Beren és Lúthien történetére. Ez a gyönyörű tünde hölgy elárulta Aragornnak, hogy ő Elrond egyetlen leánya, aki anyjának rokonságánál, Lothlórienben töltötte az utóbbi időket.
Aragornt anyja és maga Elrond is figyelmeztette arra, hogy mekkora kincs tetszett meg neki, hiszen Arwen tünde révén elda éltű, Aragorn pedig – bármilyen hatalmas úr is saját népe körében – halandó. Elrond a következőket jövendölte Aragornnak:
"Nagy sors vár terád: vagy magasabbra emelkedsz minden ősödnél Elendiltől kezdve, vagy pedig sötétségbe zuhansz nemzetséged minden maradékával. A próbatétel hosszú évei állnak előtted. Nem lehet feleséged, és senki lánnyal el nem jegyezheted magad, amíg el nem jön az ideje, és be nem bizonyosodik, hogy méltó vagy rá."
Aragorn ennek megfelelően évtizedekig harcolt a Sötétség ellen, hogy elnyerhesse szíve választottja kezét. Kalandozásai közben ellátogatott Lórienbe, itt találkozott újra a pár, és eljegyezték egymást. Arwen vállalta, hogy elfogadja a halandó létet, nem hajózik népével nyugatra. Ettől fogva tudták, hogy sorsuk ugyanaz lesz.
Szauron legyőzése után Aragorn elfoglalhatta méltó helyét Isildur örököseként Gondor királyi trónján Elessar Telcontar néven. Miután Elrond átadta neki Anúminas jogarát, Elrond kénytelen volt belátni, hogy már semmi sem állhat Elessar király és Arwen közé, áldását adta az egybekelésre.
Százhúsz évig uralkodtak középfölde emberei fölött. Aragornnak megadatott az a lehetőség, hogy megválassza távozása időpontját. Nk. 120-ban Elessar király átadta a koronát fiának, Eldarionnak, és minden idők egyik legtekintélyesebb halandó uralkodójaként szenderült örök álomra a Rath Dínenen. Arwen pedig ettől fogva már nem tudta élvezni az életet, megtudta mi az, amit a tündék az "emberek ajándékának" neveznek. Visszatért a kihalt Caras Galadhonba, és Cerin Amroth dombján távozott Középföldéről.
Kettejük történetével végül újra egyesült a féltündék két ága, és ez lett az utolsó házasság, ami halandó és halhatatlan között köttetett.

## Névadási szokások
A tündék legtöbbjének – a Valinorban élőknek, illetve akik onnan visszajöttek Középföldére – általában legalább három nevük volt, s az emberi névadási szokásoktól eltérően, nem egyszerre használták őket.
Az első vagy apai nevüket (ataressë) apjuk adta születésük napján, ez a fiúk esetében általában megegyezett apjuk nevével (ha így volt, akkor a gyermekkor végén megkülönböztető előtagot kapott – ld. Finwë/Curufinwë) vagy arra hangzásban hasonlított.
A második vagy anyai nevüket (amilessë) anyjuk adta nem sokkal születésük után, s ennek különös jelentőséget tulajdonítottak, mert „az eldák asszonyai gyermekük jellemének és adottságainak legmélyére láttak, sokuk pedig sorsát is megjósolta”.
A jelentősebb tündék azonban egyiket sem, hanem inkább a közösség által rájuk aggatott vagy maguk által választott ragadványnevet (epessë) használták a leggyakrabban. Így lett például Curufinwéből Fëanor, Ereinionból Gil-galad, Elwë-ből (Elu) Thingol, vagy Artanis/Nerwenből Alatáriel, aminek az elnevezett később leginkább a sinda tükörfordítását (Galadriel) használta.

## Vitatott kérdések

### Hegyes-e a tündék füle és van-e arcszőrzetük?
A Gyűrűk Ura Peter Jackson-féle filmadaptációjában a tündék fülének teteje nem kerek, hanem az emberi fülnél néhány centiméterrel hosszabb, és hegyes. Valójában Tolkien egyik regénye, sem A szilmarilok, sem A hobbit, sem  A Gyűrűk Ura nem tartalmaz direkt utalást vagy előírást erre vonatkozólag, Tolkien egyetlen tündéket is ábrázoló képén (Taur-na-Fúin) pedig olyan kicsik az alakok, hogy az efféle részletek nem kivehetőek. A tündék fülhegyességének kérdése így ádáz vitákra késztette a rajongókat. Az bizonyítható, hogy Tolkien közelebb állt, legalábbis élete egy időszakában, a hegyesfülűség koncepciójához. 
A Christopher Tolkien által szerkesztett The History of Middle-Earth c. munka ötödik kötetében (The Lost Road) van egy rövid szótárvázlat, ahol a LAS szóval kapcsolatban – ami levelet és hallgat(óz)ást is jelent – Tolkien megjegyzi: „Van lehetséges kapcsolat a két jelentés közt, mivel a tündék fülei hegyesebbek és levélformájúbbak voltak, mint az embereké”. A kötet az 1930-as években jelent meg.
Hasonlóan bizonytalanul, a filmes/képi ábrázolásokban, és a későbbi fantasyvilágokban sokszor – eredendően – sima képűnek ábrázolják a tündéket, pedig Tolkien műveiben több utalás is történik a szakállukra (pl. Círdan tépi szakállát).